# Фарбика Куроне
Фа̀брика Куро̀не (на италиански: Fabbrica Curone; на пиемонтски: Frogna, Фроня, на местен диалект: Fràuga, Фрауга) е село и община в Северна Италия, провинция Алесандрия, регион Пиемонт. Разположено е на 712 m надморска височина. Населението на общината е 685 души (към 2014 г.).